# The Voice Portugal (7.ª edição)
A sétima edição do The Voice Portugal estreou a 13 de outubro 2019 na RTP1. O programa foi apresentado por Catarina Furtado e Vasco Palmeirim e com a Repórter V, Mafalda Castro. Pela primeira vez após a terceira edição, o grupo de mentores é alterado. Marisa Liz e Aurea permanecem para as suas sexta e quinta edições, respetivamente, acompanhadas pelos estreantes Diogo Piçarra e António Zambujo, que substituem Mickael Carreira e Anselmo Ralph.
A Final do programa foi disputada de novo entre 5 finalistas: Joana Alegre (Equipa Diogo), Sebastião Oliveira (Equipa Marisa), Carolina Pinto e Rita Sanches (Equipa Zambujo) e Gabriel de Rose (Equipa Aurea). Rita Sanches foi coroada a vencedora e António Zambujo foi o mentor vencedor, sendo esta a segunda vez que um novo mentor vence a sua edição de estreia. A primeira vez que aconteceu foi na segunda edição em que Anselmo Ralph foi coroado o mentor vencedor.

## Equipas
| Vencedor/a Segundo Lugar Terceiro Lugar Quarto Lugar Quinto Lugar | Eliminado/a nas Galas ao vivo Eliminado/a nos Tira-Teimas Roubado/a nas Batalhas Eliminado/a nas Batalhas |

| Mentores                                                                          | Concorrentes       | Concorrentes           | Concorrentes      | Concorrentes | Concorrentes |
| --------------------------------------------------------------------------------- | ------------------ | ---------------------- | ----------------- | ------------ | ------------ |
| Diogo Piçarra                                                                     |                    |                        |                   |              |              |
| Joana Alegre                                                                      | Gabriel Silva      | Pedro do Vale          | Caroletta         |              |              |
| Ariana Abreu                                                                      | Diogo Machado      | Joana Oliveira         | Miguel Dias       |              |              |
| Rita Rice                                                                         | Gerson Santos      | Carolina Cardetas      | Flaviana Borges   |              |              |
| Isaac Pimenta                                                                     | Leandro Noronha    | Marta & Fábio Costa    | Miguel Leite      |              |              |
| Marisa Liz                                                                        |                    |                        |                   |              |              |
| Sebastião Oliveira                                                                | Francisco Sequeira | Filipa Maldonado       | Marisa Oliveira   |              |              |
| Catarina Clau                                                                     | Gerson Santos      | Hugo Vasconcelos       | Projeto 65        |              |              |
| Rita Rice                                                                         | Vânia Blubird      | Inês Lucas             | Joana Pereira     |              |              |
| Little Mess                                                                       | Michel William     | Michele Mara           |                   |              |              |
| António Zambujo                                                                   |                    |                        |                   |              |              |
| Rita Sanches                                                                      | Carolina Pinto     | Michael Cranmer        | Matheus Paraizo   |              |              |
| Beh Trio                                                                          | Mário Nobre        | Serenela Duarte        | Sofia Grácio      |              |              |
| Débora D'Oliveira                                                                 | Joana Abreu        | Leonor Líbano Monteiro | Margarida Andrade |              |              |
| Marisa Lopes                                                                      | Rodolfo Figueiredo | Soraia Guerreiro       |                   |              |              |
| Aurea                                                                             |                    |                        |                   |              |              |
| Gabriel de Rose                                                                   | Wesley Semé        | Victor Estanga         | Nuno Esperto      |              |              |
| João Wilson                                                                       | Maria Novaes       | Vânia Blubird          | Victória Leuca    |              |              |
| Beh Trio                                                                          | Miguel Dias        | Joana Duarte           | Júlia Ribeiro     |              |              |
| Raquel Pompílio                                                                   | Renata Ferraz      | Sofia Melo             |                   |              |              |
| Nota: Concorrentes roubados estão em itálico (nomes riscados na equipa anterior). |                    |                        |                   |              |              |

## Provas Cegas
Legenda

### 1.º Episódio (13 de outubro)
| Ordem | Concorrente        | Idade | Canção                                  | Escolha dos mentores e dos concorrentes | Escolha dos mentores e dos concorrentes | Escolha dos mentores e dos concorrentes | Escolha dos mentores e dos concorrentes |
| Ordem | Concorrente        | Idade | Canção                                  | Diogo                                   | Marisa                                  | Zambujo                                 | Aurea                                   |
| ----- | ------------------ | ----- | --------------------------------------- | --------------------------------------- | --------------------------------------- | --------------------------------------- | --------------------------------------- |
| 1     | Vânia Blubird      | 28    | "Listen"                                | ✔                                       | ✔                                       | ✔                                       | ✔                                       |
| 2     | Wesley Semé        | 37    | "Nessun Dorma"                          | ✔                                       | ✔                                       | ✔                                       | ✔                                       |
| 3     | Joana Oliveira     | 15    | "Always Remember Us This Way"           | ✔                                       | ✔                                       | ✔                                       | ✘                                       |
| 4     | Cláudio Teixeira   | 38    | "Canção do Engate"                      | —                                       | —                                       | —                                       | —                                       |
| 5     | Projeto 65         | —     | "Cold Little Heart"                     | ✔                                       | ✔                                       | ✔                                       | ✔                                       |
| 6     | Panama Cook        |       | "We Don't Have to Take our Clothes Off" | —                                       | —                                       | —                                       | —                                       |
| 7     | Inês Lucas         | 17    | "Primavera"                             | ✔                                       | ✔                                       | ✔                                       | ✔                                       |
| 8     | Catarina Brás      |       | "Na Minha Cama com Ela"                 | —                                       | —                                       | —                                       | —                                       |
| 9     | Sebastião Oliveira | 19    | "Best Part"                             | ✔                                       | ✔                                       | ✔                                       | ✔                                       |
| 10    | Michele Mara       | 38    | "Respect"                               | —                                       | ✔                                       | —                                       | —                                       |
| 11    | Vasco Campos       | 18    | "When I Look at You"                    | —                                       | —                                       | —                                       | —                                       |
| 12    | Serenela Duarte    | 24    | "Hallelujah"                            | —                                       | —                                       | ✔                                       | ✔                                       |
| 13    | Gabriel Silva      | 23    | "All I Ask"                             | ✔                                       | ✔                                       | ✔                                       | ✔                                       |

### 2.º Episódio (20 de outubro)
| Ordem | Concorrente     | Idade | Canção                                | Escolha dos mentores e dos concorrentes | Escolha dos mentores e dos concorrentes | Escolha dos mentores e dos concorrentes | Escolha dos mentores e dos concorrentes |
| Ordem | Concorrente     | Idade | Canção                                | Diogo                                   | Marisa                                  | Zambujo                                 | Aurea                                   |
| ----- | --------------- | ----- | ------------------------------------- | --------------------------------------- | --------------------------------------- | --------------------------------------- | --------------------------------------- |
| 1     | Sofia Grácio    | 28    | "Don't Stop the Music"                | ✔                                       | ✔                                       | ✔                                       | ✔                                       |
| 2     | Joana Pereira   | 16    | "Wishing You Were Somehow Here Again" | ✔                                       | ✔                                       | ✔                                       | —                                       |
| 3     | Gabriel de Rose | 28    | "How Would You Feel (Paean)"          | ✔                                       | ✔                                       | ✔                                       | ✔                                       |
| 4     | Lúcia Costa     |       | "I Put a Spell on You"                | —                                       | —                                       | —                                       | —                                       |
| 5     | Beh Trio        | —     | "Dancing Queen"                       | ✔                                       | —                                       | ✔                                       | ✔                                       |
| 6     | Matheus Paraizo | 21    | "Idontwannabeyouanymore"              | —                                       | —                                       | ✔                                       | ✔                                       |
| 7     | Dinis Justino   | 18    | "A Dança"                             | —                                       | —                                       | —                                       | —                                       |
| 8     | Caroletta       | 21    | "Trevo (Tu)"                          | ✔                                       | —                                       | —                                       | —                                       |
| 9     | Catarina Clau   | 29    | "You Say"                             | ✔                                       | ✔                                       | ✔                                       | ✔                                       |
| 10    | Tiago Aleixo    | 25    | "All I Want"                          | —                                       | —                                       | —                                       | —                                       |
| 11    | Leandro Noronha | 29    | "Dígale"                              | ✔                                       | —                                       | ✔                                       | ✔                                       |
| 12    | Joana Alegre    | 33    | "Jenny of Oldstones"                  | ✔                                       | ✔                                       | ✔                                       | ✔                                       |
| 13    | Eva Gomes       | 16    | "People Help the People"              | —                                       | —                                       | —                                       | —                                       |
| 14    | Pedro do Vale   | 29    | "Zorro"                               | ✔                                       | ✔                                       | ✘                                       | ✔                                       |

### 3.º Episódio (27 de outubro)
| Ordem | Concorrente                    | Idade | Canção                            | Escolha dos mentores e dos concorrentes | Escolha dos mentores e dos concorrentes | Escolha dos mentores e dos concorrentes | Escolha dos mentores e dos concorrentes |
| Ordem | Concorrente                    | Idade | Canção                            | Diogo                                   | Marisa                                  | Zambujo                                 | Aurea                                   |
| ----- | ------------------------------ | ----- | --------------------------------- | --------------------------------------- | --------------------------------------- | --------------------------------------- | --------------------------------------- |
| 1     | Rafael Teixeira                | 18    | "Let Me Down Slowly"              | —                                       | —                                       | —                                       | —                                       |
| 2     | Carolina Cardetas              | 18    | "I'll Never Love Again"           | ✔                                       | —                                       | ✔                                       | ✔                                       |
| 3     | Rita Rice                      | 31    | "Rise Up"                         | ✘                                       | ✔                                       | ✔                                       | ✔                                       |
| 4     | Inês Amano                     | 34    | "Habanera (Carmen)"               | —                                       | —                                       | —                                       | —                                       |
| 5     | Little Mess                    | —     | "Somebody That I Used to Know"    | ✔                                       | ✔                                       | ✔                                       | ✔                                       |
| 6     | Flaviana Borges                |       | "Someone You Loved"               | ✔                                       | —                                       | ✔                                       | —                                       |
| 7     | João Wilson                    | 24    | "I Need a Dollar"                 | ✔                                       | ✔                                       | ✔                                       | ✔                                       |
| 8     | Soraia Ribeiro e Verónica Vala |       | "Ginga Ginga"                     | —                                       | —                                       | —                                       | —                                       |
| 9     | Júlia Ribeiro                  |       | "Bird Set Free"                   | —                                       | —                                       | —                                       | ✔                                       |
| 10    | Margarida Andrade              |       | "Canção de Alterne"               | ✔                                       | ✔                                       | ✔                                       | ✔                                       |
| 11    | Alexandre Matias               |       | "Sweet Dreams (Are Made of This)" | —                                       | —                                       | —                                       | —                                       |
| 12    | Rodolfo Figueiredo             | 27    | "High and Dry"                    | —                                       | —                                       | ✔                                       | ✔                                       |
| 13    | Maria Novaes                   | 17    | "I Have Nothing"                  | ✔                                       | ✔                                       | ✔                                       | ✔                                       |
| 14    | Carolina Pinto                 | 24    | "Mãe Negra"                       | ✔                                       | ✔                                       | ✔                                       | ✔                                       |

### 4.º Episódio (3 de novembro)
| Ordem | Concorrente      | Idade | Canção                | Escolha dos mentores e dos concorrentes | Escolha dos mentores e dos concorrentes | Escolha dos mentores e dos concorrentes | Escolha dos mentores e dos concorrentes |
| Ordem | Concorrente      | Idade | Canção                | Diogo                                   | Marisa                                  | Zambujo                                 | Aurea                                   |
| ----- | ---------------- | ----- | --------------------- | --------------------------------------- | --------------------------------------- | --------------------------------------- | --------------------------------------- |
| 1     | Miguel Dias      | 15    | "Loucura"             | ✔                                       | —                                       | —                                       | ✔                                       |
| 2     | Marisa Oliveira  | 31    | "Shallow"             | ✔                                       | ✔                                       | ✔                                       | ✔                                       |
| 3     | Yoll'Ana         | 30    | "What About Us"       | —                                       | —                                       | —                                       | —                                       |
| 4     | Gerson Santos    | 26    | "Someone You Loved"   | ✔                                       | —                                       | —                                       | ✔                                       |
| 5     | Mário Nobre      | 39    | "Mrs. Robinson"       | —                                       | —                                       | ✔                                       | —                                       |
| 6     | Maria João Faria | 26    | "Dog Days Are Over"   | —                                       | —                                       | —                                       | —                                       |
| 7     | Rita Sanches     | 24    | "Maybe This Time"     | —                                       | ✔                                       | ✔                                       | ✔                                       |
| 8     | Michael Cranmer  |       | "Cartório"            | —                                       | —                                       | ✔                                       | ✔                                       |
| 9     | Kamba            | —     | "Re-Tratamento"       | —                                       | —                                       | —                                       | —                                       |
| 10    | Sofia Melo       | 22    | "Je T'Aime"           | —                                       | —                                       | ✔                                       | ✔                                       |
| 11    | Isaac Pimenta    | 22    | "You Say"             | ✔                                       | —                                       | ✔                                       | —                                       |
| 12    | Francisca Duarte | 22    | "Hurt"                | —                                       | —                                       | —                                       | —                                       |
| 13    | Victor Estanga   | 29    | "Yellow"              | ✔                                       | —                                       | —                                       | ✔                                       |
| 14    | Filipa Maldonado | 16    | "A Máquina (Acordou)" | ✔                                       | ✔                                       | ✔                                       | ✔                                       |

### 5.º Episódio (10 de novembro)
| Ordem | Concorrente            | Idade | Canção                               | Escolha dos mentores e dos concorrentes | Escolha dos mentores e dos concorrentes | Escolha dos mentores e dos concorrentes | Escolha dos mentores e dos concorrentes |
| Ordem | Concorrente            | Idade | Canção                               | Diogo                                   | Marisa                                  | Zambujo                                 | Aurea                                   |
| ----- | ---------------------- | ----- | ------------------------------------ | --------------------------------------- | --------------------------------------- | --------------------------------------- | --------------------------------------- |
| 1     | Margarida Nogueira     |       | "Voi Che Sapette" / "Let it Go"      | —                                       | —                                       | —                                       | —                                       |
| 2     | Filipe Martins         |       | "Dia D"                              | —                                       | —                                       | —                                       | —                                       |
| 3     | Ariana Abreu           | 18    | "A Song for You"                     | ✔                                       | —                                       | —                                       | ✔                                       |
| 4     | Nuno Esperto           | 43    | "With a Little Help from My Friends" | ✔                                       | —                                       | ✔                                       | ✔                                       |
| 5     | Ana Semedo             | 30    | "Lá No Fundo"                        | —                                       | —                                       | —                                       | —                                       |
| 6     | Marta & Fábio Costa    | —     | "Can You Feel the Love Tonight"      | ✔                                       | —                                       | ✔                                       | —                                       |
| 7     | Soraia Guerreiro       | 26    | "Loucura"                            | —                                       | —                                       | ✔                                       | —                                       |
| 8     | Teresa Franco          | 25    | "Lonely Boy"                         | —                                       | —                                       | —                                       | —                                       |
| 9     | Joana Duarte           | 24    | "La Vie en Rose"                     | —                                       | —                                       | —                                       | ✔                                       |
| 10    | Afonso Martins         | 21    | "Proud Mary"                         | —                                       | —                                       | —                                       | —                                       |
| 11    | Miguel Leite           | 26    | "Jealous Guy"                        | ✔                                       | —                                       | ✔                                       | —                                       |
| 12    | Helga Azevedo          | 45    | "Fascinação"                         | —                                       | —                                       | —                                       | —                                       |
| 13    | Leonor Líbano Monteiro | 21    | "Neverland"                          | —                                       | —                                       | ✔                                       | ✔                                       |
| 14    | Raquel Moreira         | 25    | "Feeling Good"                       | —                                       | —                                       | —                                       | —                                       |
| 15    | Victória Leuca         | 17    | "Six Feet Under"                     | —                                       | —                                       | —                                       | ✔                                       |
| 16    | Francisco Sequeira     | 27    | "Crazy"                              | ✔                                       | ✔                                       | ✔                                       | ✔                                       |

### 6.º Episódio (17 de novembro)
| Ordem | Concorrente        | Idade | Canção                      | Escolha dos mentores e dos concorrentes | Escolha dos mentores e dos concorrentes | Escolha dos mentores e dos concorrentes | Escolha dos mentores e dos concorrentes |
| Ordem | Concorrente        | Idade | Canção                      | Diogo                                   | Marisa                                  | Zambujo                                 | Aurea                                   |
| ----- | ------------------ | ----- | --------------------------- | --------------------------------------- | --------------------------------------- | --------------------------------------- | --------------------------------------- |
| 1     | Raquel Pompílio    | 28    | "At Last"                   | —                                       | —                                       | —                                       | ✔                                       |
| 2     | Jota               | 41    | "Somebody to Love"          | —                                       | —                                       | —                                       | —                                       |
| 3     | Hugo Vasconcelos   | 21    | "Video Games"               | ✔                                       | ✔                                       | ✔                                       | ✔                                       |
| 4     | Joana Abreu        | 27    | "Eu Não Sei Quem te Perdeu" | —                                       | —                                       | ✔                                       | —                                       |
| 5     | Mariana Montenegro | 23    | "Nobody's Perfect"          | —                                       | —                                       | —                                       | —                                       |
| 6     | P Low              | 26    | "Lose Yourself"             | —                                       | —                                       | —                                       | —                                       |
| 7     | Débora D'Oliveira  | 26    | "Jealous"                   | ✔                                       | —                                       | ✔                                       | —                                       |
| 8     | Marisa Lopes       | 22    | "Crazy"                     | ✔                                       | —                                       | ✔                                       | —                                       |
| 9     | Vera Varatojo      | 28    | "Estranha Forma de Vida"    | —                                       | —                                       | Equipa cheia                            | —                                       |
| 10    | Diogo Machado      | 21    | "Fast Car"                  | ✔                                       | —                                       | Equipa cheia                            | ✔                                       |
| 11    | Renata Ferraz      | 27    | "Cry Me a River"            | Equipa cheia                            | —                                       | Equipa cheia                            | ✔                                       |
| 12    | Alexandra Penciu   | 24    | "Dog Days Are Over"         | Equipa cheia                            | —                                       | Equipa cheia                            | Equipa cheia                            |
| 13    | Michel William     | 30    | "Billie Jean"               | Equipa cheia                            | ✔                                       | Equipa cheia                            | Equipa cheia                            |

## Batalhas
As Batalhas foram emitidas a partir de dia 24 de novembro. Cada mentor(a) pode salvar um(a) concorrente eliminado/a de outra equipa. Em relação à edição anterior, deixa de existir a Sala de Tudo ou Nada: nesta edição, se o/a mentor(a) decidir salvar um(a) concorrente, este fica automaticamente na sua equipa e passa à fase de Tira-Teimas. No caso de mais de um mentor quiser salvar o/a concorrente, a decisão de escolher uma nova equipa cabe ao/à mesmo/a.
Pela primeira vez no The Voice Portugal, a última batalha da Equipa Marisa foi emitida em direto e os outros mentores tiveram uma possibilidade extra de salvar a perdedora da batalha, apesar de já terem as equipas preenchidas.
Legenda:
| Episódio                      | Mentor  | Ordem | Vencedor/a         | Song                                 | Vencido/a              | Resultado para 'Salvar' | Resultado para 'Salvar' | Resultado para 'Salvar' | Resultado para 'Salvar' |
| Episódio                      | Mentor  | Ordem | Vencedor/a         | Song                                 | Vencido/a              | Diogo                   | Marisa                  | Zambujo                 | Aurea                   |
| ----------------------------- | ------- | ----- | ------------------ | ------------------------------------ | ---------------------- | ----------------------- | ----------------------- | ----------------------- | ----------------------- |
|                               |         |       |                    |                                      |                        |                         |                         |                         |                         |
| 6.º Episódio (17 de novembro) | Diogo   | 1     | Gabriel Silva      | "Love on the Brain"                  | Carolina Cardetas      | N/A                     | —                       | —                       | —                       |
|                               |         |       |                    |                                      |                        |                         |                         |                         |                         |
| 7.º Episódio (24 de novembro) | Aurea   | 1     | Maria Novaes       | "I'm Going Down"                     | Raquel Pompílio        | —                       | —                       | —                       | N/A                     |
| 7.º Episódio (24 de novembro) | Diogo   | 2     | Joana Oliveira     | "Rewrite the Stars"                  | Leandro Noronha        | N/A                     | —                       | —                       | —                       |
| 7.º Episódio (24 de novembro) | Zambujo | 3     | Rita Sanches       | "For Once in My Life"                | Leonor Líbano Monteiro | —                       | —                       | N/A                     | —                       |
| 7.º Episódio (24 de novembro) | Marisa  | 4     | Projeto 65         | "Power over Me"                      | Little Mess            | —                       | N/A                     | —                       | —                       |
| 7.º Episódio (24 de novembro) | Aurea   | 5     | Vitória Leuca      | "Adeus Amor Adeus"                   | Miguel Dias            | ✔                       | —                       | —                       | N/A                     |
| 7.º Episódio (24 de novembro) | Zambujo | 6     | Sofia Grácio       | "I Say a Little Prayer"              | Marisa Lopes           | Equipa fechada          | —                       | N/A                     | —                       |
| 7.º Episódio (24 de novembro) | Marisa  | 7     | Francisco Sequeira | "Diamonds"                           | Joana Pereira          | Equipa fechada          | N/A                     | —                       | —                       |
| 7.º Episódio (24 de novembro) | Diogo   | 8     | Caroletta          | "Say Something"                      | Isaac Pimenta          | Equipa fechada          | —                       | —                       | —                       |
| 7.º Episódio (24 de novembro) | Aurea   | 9     | Nuno Esperto       | "Rolling in the Deep"                | Júlia Ribeiro          | Equipa fechada          | —                       | —                       | N/A                     |
| 7.º Episódio (24 de novembro) | Zambujo | 10    | Matheus Paraizo    | "Purple Rain"                        | Débora D'Oliveira      | Equipa fechada          | —                       | N/A                     | —                       |
| 7.º Episódio (24 de novembro) | Marisa  | 11    | Hugo Vasconcelos   | "Everybody Wants to Rule the World"  | Michel William         | Equipa fechada          | N/A                     | —                       | —                       |
| 7.º Episódio (24 de novembro) | Diogo   | 12    | Joana Alegre       | "Por Quem Não Esqueci"               | Gerson Santos          | Equipa fechada          | ✔                       | —                       | —                       |
|                               |         |       |                    |                                      |                        |                         |                         |                         |                         |
| 8.º Episódio (1 de dezembro)  | Zambujo | 1     | Carolina Pinto     | "De Mulher para Mulher"              | Margarida Andrade      | Equipa fechada          | Equipa fechada          | N/A                     | —                       |
| 8.º Episódio (1 de dezembro)  | Diogo   | 2     | Pedro do Vale      | "Can't Take My Eyes Off You"         | Miguel Leite           | Equipa fechada          | Equipa fechada          | —                       | —                       |
| 8.º Episódio (1 de dezembro)  | Aurea   | 3     | Wesley Semé        | "Let It Be"                          | Beh Trio               | Equipa fechada          | Equipa fechada          | ✔                       | N/A                     |
| 8.º Episódio (1 de dezembro)  | Marisa  | 4     | Marisa Oliveira    | "Don't Let the Sun Go Down on Me"    | Michele Mara           | Equipa fechada          | Equipa fechada          | Equipa fechada          | —                       |
| 8.º Episódio (1 de dezembro)  | Zambujo | 5     | Serenela Duarte    | "Encosta-te a Mim"                   | Soraia Guerreiro       | Equipa fechada          | Equipa fechada          | Equipa fechada          | —                       |
| 8.º Episódio (1 de dezembro)  | Aurea   | 6     | Gabriel de Rose    | "Lovely"                             | Sofia Melo             | Equipa fechada          | Equipa fechada          | Equipa fechada          | N/A                     |
| 8.º Episódio (1 de dezembro)  | Diogo   | 7     | Diogo Machado      | "Mercy"                              | Marta & Fábio Costa    | Equipa fechada          | Equipa fechada          | Equipa fechada          | —                       |
| 8.º Episódio (1 de dezembro)  | Zambujo | 8     | Mário Nobre        | "Life on Mars?"                      | Rodolfo Figueiredo     | Equipa fechada          | Equipa fechada          | Equipa fechada          | —                       |
| 8.º Episódio (1 de dezembro)  | Aurea   | 9     | João Wilson        | "Wicked Game"                        | Renata Ferraz          | Equipa fechada          | Equipa fechada          | Equipa fechada          | N/A                     |
| 8.º Episódio (1 de dezembro)  | Marisa  | 10    | Sebastião Oliveira | "Vocês Sabem Lá"                     | Inês Lucas             | Equipa fechada          | Equipa fechada          | Equipa fechada          | —                       |
| 8.º Episódio (1 de dezembro)  | Zambujo | 11    | Michael Cranmer    | "Antes Dela Dizer Que Sim"           | Joana Abreu            | Equipa fechada          | Equipa fechada          | Equipa fechada          | —                       |
| 8.º Episódio (1 de dezembro)  | Diogo   | 12    | Ariana Abreu       | "Clown"                              | Flaviana Borges        | Equipa fechada          | Equipa fechada          | Equipa fechada          | —                       |
| 8.º Episódio (1 de dezembro)  | Aurea   | 13    | Victor Estanga     | "Dancing On My Own"                  | Joana Duarte           | Equipa fechada          | Equipa fechada          | Equipa fechada          | N/A                     |
| 8.º Episódio (1 de dezembro)  | Marisa  | 14    | Catarina Clau      | "And I Am Telling You I'm Not Going" | Vânia Blubird          | Equipa fechada          | Equipa fechada          | Equipa fechada          | ✔                       |

## Tira-Teimas
Pela primeira vez no The Voice Portugal, os Tira-Teimas são emitidos em direto. De cada grupo de 4 concorrentes, 2 passam às Galas ao Vivo: um deles é salvo pelo mentor e outro é escolhido por voto do público.
Legenda:
| Episódio                       | Mentor          | Ordem | Concorrente        | Canção                                            | Resultado |
| ------------------------------ | --------------- | ----- | ------------------ | ------------------------------------------------- | --------- |
| 9.º Episódio (8 de dezembro)   | Aurea           | 1     | Maria Novaes       | "Say You Love Me"                                 | Eliminada |
| 9.º Episódio (8 de dezembro)   | Aurea           | 2     | Nuno Esperto       | "Don't Let Me Down"                               | Salvo     |
| 9.º Episódio (8 de dezembro)   | Aurea           | 3     | Victória Leuca     | "Para os Braços da Minha Mãe"                     | Eliminada |
| 9.º Episódio (8 de dezembro)   | Aurea           | 4     | Wesley Semé        | "I Will Always Love You"                          | Salvo     |
| 9.º Episódio (8 de dezembro)   | António Zambujo | 5     | Mário Nobre        | "Don't Look Back in Anger"                        | Eliminado |
| 9.º Episódio (8 de dezembro)   | António Zambujo | 6     | Rita Sanches       | "That's Life"                                     | Salva     |
| 9.º Episódio (8 de dezembro)   | António Zambujo | 7     | Matheus Paraizo    | "Atrás da Porta"                                  | Salvo     |
| 9.º Episódio (8 de dezembro)   | António Zambujo | 8     | Beh Trio           | "O Amor é Assim"/"(I've Had) The Time of My Life" | Eliminado |
| 9.º Episódio (8 de dezembro)   | Diogo Piçarra   | 9     | Miguel Dias        | "Ser Fadista"                                     | Eliminado |
| 9.º Episódio (8 de dezembro)   | Diogo Piçarra   | 10    | Ariana Abreu       | "Spirit"                                          | Eliminada |
| 9.º Episódio (8 de dezembro)   | Diogo Piçarra   | 11    | Pedro do Vale      | "Não Queiras Saber de Mim"                        | Salvo     |
| 9.º Episódio (8 de dezembro)   | Diogo Piçarra   | 12    | Joana Alegre       | "Oceans (Where Feet May Fail)"                    | Salva     |
| 9.º Episódio (8 de dezembro)   | Marisa Liz      | 13    | Sebastião Oliveira | "Eu Sei que Vou te Amar"                          | Salvo     |
| 9.º Episódio (8 de dezembro)   | Marisa Liz      | 14    | Marisa Oliveira    | "Giant"                                           | Salva     |
| 9.º Episódio (8 de dezembro)   | Marisa Liz      | 15    | Hugo Vasconcelos   | "Come as You Are"                                 | Eliminado |
| 9.º Episódio (8 de dezembro)   | Marisa Liz      | 16    | Catarina Clau      | "Jealous"                                         | Eliminada |
|                                |                 |       |                    |                                                   |           |
| 10.º Episódio (15 de dezembro) | Marisa Liz      | 1     | Projeto 65         | "Always"                                          | Eliminado |
| 10.º Episódio (15 de dezembro) | Marisa Liz      | 2     | Filipa Maldonado   | "Gravity"                                         | Salva     |
| 10.º Episódio (15 de dezembro) | Marisa Liz      | 3     | Francisco Sequeira | "Take me to Church"                               | Salvo     |
| 10.º Episódio (15 de dezembro) | Marisa Liz      | 4     | Gerson Santos      | "Why I Love You"                                  | Eliminado |
| 10.º Episódio (15 de dezembro) | Aurea           | 5     | João Wilson        | "Radioactive"                                     | Eliminado |
| 10.º Episódio (15 de dezembro) | Aurea           | 6     | Vânia Blubird      | "She Used to Be Mine"                             | Eliminada |
| 10.º Episódio (15 de dezembro) | Aurea           | 7     | Victor Estanga     | "Let It Go"                                       | Salvo     |
| 10.º Episódio (15 de dezembro) | Aurea           | 8     | Gabriel de Rose    | "Falling Like the Stars"                          | Salvo     |
| 10.º Episódio (15 de dezembro) | António Zambujo | 9     | Sofia Grácio       | "Beatriz"                                         | Eliminada |
| 10.º Episódio (15 de dezembro) | António Zambujo | 10    | Serenela Duarte    | "The House of the Rising Sun"                     | Eliminada |
| 10.º Episódio (15 de dezembro) | António Zambujo | 11    | Michael Cranmer    | "A Miúda Gosta"                                   | Salvo     |
| 10.º Episódio (15 de dezembro) | António Zambujo | 12    | Carolina Pinto     | "Inquietação"                                     | Salvo     |
| 10.º Episódio (15 de dezembro) | Diogo Piçarra   | 13    | Joana Oliveira     | "Don't Watch Me Cry"                              | Eliminada |
| 10.º Episódio (15 de dezembro) | Diogo Piçarra   | 14    | Diogo Machado      | "Use Somebody"                                    | Eliminado |
| 10.º Episódio (15 de dezembro) | Diogo Piçarra   | 15    | Rita Rice          | "Imagine"                                         | Eliminada |
| 10.º Episódio (15 de dezembro) | Diogo Piçarra   | 16    | Caroletta          | "All I Want"                                      | Salva     |
| 10.º Episódio (15 de dezembro) | Diogo Piçarra   | 17    | Gabriel Silva      | "When I Was Your Man"                             | Salvo     |

Outras Atuações
| Ordem | Artista(s)                | Canção                  |
| ----- | ------------------------- | ----------------------- |
| 9.1   | Carlão                    | "Bandida"               |
| 10.1  | Miguel Araújo             | "Talvez se eu dançasse" |
| 10.2  | Elas (Marisa Liz & Aurea) | "Eu Gosto de Ti"        |

## Galas ao Vivo
Legenda:

### 11.º Episódio: Top 16 (21 de dezembro)
Na primeira Gala ao Vivo da edição, após os artistas de cada equipa atuarem, um/a foi salvo/a pelo público e outro/a pelo/a mentor/a. No fim do episódio, o público teve a oportunidade de salvar um/a dos artistas não escolhidos.
| Mentor          | Ordem | Concorrente        | Canção                   | Resultado            |
| --------------- | ----- | ------------------ | ------------------------ | -------------------- |
| Marisa Liz      | 1     | Marisa Oliveira    | "Purple Rain"            | Últimos 2: Eliminada |
| Marisa Liz      | 2     | Sebastião Oliveira | "Jura"                   | Salvo pela Marisa    |
| Marisa Liz      | 3     | Filipa Maldonado   | "Pray"                   | Últimos 2: Salva     |
| Marisa Liz      | 4     | Francisco Sequeira | "What a Wonderful World" | Salvo pelo público   |
| Aurea           | 5     | Wesley Semé        | "Hallelujah"             | Últimos 2: Salvo     |
| Aurea           | 6     | Nuno Esperto       | "Better Man"             | Últimos 2: Eliminado |
| Aurea           | 7     | Victor Estanga     | "A Dónde Vas"            | Salvo pelo público   |
| Aurea           | 8     | Gabriel de Rose    | "Sign of the Times"      | Salvo pela Aurea     |
| Diogo Piçarra   | 9     | Gabriel Silva      | "Peito"                  | Salvo pelo Diogo     |
| Diogo Piçarra   | 10    | Caroletta          | "Photograph"             | Últimos 2: Eliminada |
| Diogo Piçarra   | 11    | Joana Alegre       | "You Are the Reason"     | Salva pelo público   |
| Diogo Piçarra   | 12    | Pedro do Vale      | "Laços"                  | Últimos 2: Salvo     |
| António Zambujo | 13    | Rita Sanches       | "All that Jazz"          | Salva pelo público   |
| António Zambujo | 14    | Michael Cranmer    | "Jardins Proibidos"      | Últimos 2: Salvo     |
| António Zambujo | 15    | Matheus Paraizo    | "I'll Never Love Again"  | Últimos 2: Eliminado |
| António Zambujo | 16    | Carolina Pinto     | "Estrela da Tarde"       | Salva pelo Zambujo   |

Outras Atuações
| Ordem | Artistas | Canção                                                           |
| ----- | -------- | ---------------------------------------------------------------- |
| 1     | Top 16   | "Perdido no Bosque"/"Quando for Idoso"/"Há coisas que não mudam" |

### 12.º Episódio: Top 12 (29 de dezembro)
| Mentor          | Ordem | Concorrente        | Canção                       | Resultado          |
| --------------- | ----- | ------------------ | ---------------------------- | ------------------ |
| Marisa Liz      | 1     | Filipa Maldonado   | "Gaivota"                    | Eliminada          |
| Diogo Piçarra   | 2     | Pedro do Vale      | "Can't Help Falling in Love" | Eliminado          |
| António Zambujo | 3     | Rita Sanches       | "No Teu Poema"               | Salva pelo público |
| Aurea           | 4     | Victor Estanga     | "Grenade"                    | Eliminado          |
| Marisa Liz      | 5     | Sebastião Oliveira | "Hotline Bling"              | Salvo pela Marisa  |
| Diogo Piçarra   | 6     | Joana Alegre       | "Que o Amor Não Me Engana"   | Salva pelo público |
| Marisa Liz      | 7     | Francisco Sequeira | "Mad World"                  | Salvo pelo público |
| António Zambujo | 8     | Michael Cranmer    | "Anda Estragar-me os Planos" | Eliminado          |
| Diogo Piçarra   | 9     | Gabriel Silva      | "Somebody to Love"           | Salvo pelo Diogo   |
| Aurea           | 10    | Wesley Semé        | "Haja O Que Houver"          | Salvo pelo público |
| António Zambujo | 11    | Carolina Pinto     | "Ela"                        | Salva pelo Zambujo |
| Aurea           | 12    | Gabriel de Rose    | "When a Man Loves a Woman"   | Salvo pela Aurea   |

Outras Atuações
| Ordem | Artistas                           | Canção  |
| ----- | ---------------------------------- | ------- |
| 1     | Diogo Piçarra e Carolina Deslandes | "Anjos" |

### 13º Episódio: Top 8 (5 de janeiro)
| Mentor          | Ordem | Concorrente        | Canção              | Pontos do/a mentor/a | Pontos do público | Total de pontos | Resultado |
| --------------- | ----- | ------------------ | ------------------- | -------------------- | ----------------- | --------------- | --------- |
| Aurea           | 1     | Wesley Semé        | "Proud Mary"        | 20                   | 22                | 42              | Eliminado |
| António Zambujo | 2     | Rita Sanches       | "A Natural Woman"   | 20                   | 40                | 60              | Finalista |
| Aurea           | 3     | Gabriel de Rose    | "Primeiro Beijo"    | 30                   | 28                | 58              | Finalista |
| Diogo Piçarra   | 4     | Joana Alegre       | "Amazing Grace"     | 24                   | 32                | 56              | Finalista |
| António Zambujo | 5     | Carolina Pinto     | "A Festa da Vida"   | 30                   | 10                | 40              | Finalista |
| Marisa Liz      | 6     | Francisco Sequeira | "E Depois do Adeus" | 26                   | 21                | 47              | Eliminado |
| Diogo Piçarra   | 7     | Gabriel Silva      | "Lay Me Down"       | 26                   | 18                | 44              | Eliminado |
| Marisa Liz      | 8     | Sebastião Oliveira | "Eu Sei"            | 24                   | 29                | 53              | Finalista |

Outras Atuações
| Ordem | Artistas                                               | Canção                  |
| ----- | ------------------------------------------------------ | ----------------------- |
| 1     | Simone de Oliveira e Equipa Marisa                     | "Sol de Inverno"        |
| 2     | Simone de Oliveira com António Zambujo e Diogo Piçarra | "Sol de Inverno"        |
| 3     | Ana Bacalhau e Equipa Aurea                            | "O Erro Mais Bonito"    |
| 4     | Romana e Equipa Zambujo                                | "Não És Homem Para Mim" |
| 5     | Romana com Aurea e Marisa Liz                          | "Não és Homem Para Mim" |
| 6     | Fernando Daniel e Equipa Diogo                         | "Se Eu"                 |
| 7     | Virgul                                                 | "Cada Um No Seu Lugar"  |

### 14º Episódio: Final (12 de janeiro)
| Mentor          | Concorrente        | Ordem | Canção                       | Ordem                        | Canção (com mentor/a)        | Resultado |
| --------------- | ------------------ | ----- | ---------------------------- | ---------------------------- | ---------------------------- | --------- |
| Diogo Piçarra   | Joana Alegre       | 1     | "Shallow"                    | 8                            | "E Agora?"                   | Top 3     |
| António Zambujo | Carolina Pinto     | 5     | "O Primeiro Dia"             | 2                            | "A Rosa"                     | 4.º Lugar |
| António Zambujo | Rita Sanches       | 7     | "Chuva"                      | 2                            | "A Rosa"                     | Top 3     |
| Aurea           | Gabriel de Rose    | 3     | "Love of My Life"            | 6                            | "Clown"                      | Top 3     |
| Marisa Liz      | Sebastião Oliveira | 9     | "Procura Por Mim"            | 4                            | "Smile"                      | 5.º Lugar |
|                 |                    |       |                              |                              |                              |           |
| Top 3           |                    |       |                              |                              |                              |           |
| António Zambujo | Rita Sanches       | 1     | "Maybe This Time"            | "Maybe This Time"            | "Maybe This Time"            | Top 2     |
| Diogo Piçarra   | Joana Alegre       | 2     | "Jenny of Oldstones"         | "Jenny of Oldstones"         | "Jenny of Oldstones"         | 3.º Lugar |
| Aurea           | Gabriel de Rose    | 3     | "How Would You Feel (Paean)" | "How Would You Feel (Paean)" | "How Would You Feel (Paean)" | Top 2     |
|                 |                    |       |                              |                              |                              |           |
| Duelo Final     |                    |       |                              |                              |                              |           |
| António Zambujo | Rita Sanches       | 1     | "No Teu Poema"               | "No Teu Poema"               | "No Teu Poema"               | Vencedora |
| Aurea           | Gabriel de Rose    | 2     | "Falling Like the Stars"     | "Falling Like the Stars"     | "Falling Like the Stars"     | 2.º Lugar |

Outras Atuações
| Ordem | Artista(s)                                        | Canção       |
| ----- | ------------------------------------------------- | ------------ |
| 1     | Diogo Piçarra, Marisa Liz, António Zambujo, Aurea | "Ouvi Dizer" |
| 2     | Piruka & Bluay                                    | "Louco"      |

## Resultados das Galas

### Todos
Informação dos concorrentes
| Equipa Diogo Equipa Marisa | Equipa Zambujo Equipa Aurea |

Detalhes dos resultados
| Vencedor/a Segundo Lugar Terceiro Lugar Quarto Lugar Quinto Lugar | Artista com maior número de pontos e finalista Artista recebeu o Wildcard do público e avançou para a final Artista salvo/a pelo público | Artista salvo/a pelo/a mentor(a) Artista ficou nas últimas posições, mas foi salvo/a pelo público Artista eliminado/a |

|  | Rita Sanches       | Salva      | —                     | Salva                 | Salva                 | Finalista             | Vencedora             |                       |                       |                       |
|  | Gabriel de Rose    | —          | Salvo                 | Salvo                 | Salvo                 | Finalista             | 2.º Lugar             |                       |                       |                       |
|  | Joana Alegre       | Salva      | —                     | Salva                 | Salva                 | Finalista             | 3.º Lugar             |                       |                       |                       |
|  | Carolina Pinto     | —          | Salva                 | Salva                 | Salva                 | Finalista             | 4.º Lugar             |                       |                       |                       |
|  | Sebastião Oliveira | Salvo      | —                     | Salvo                 | Salvo                 | Finalista             | 5.º Lugar             |                       |                       |                       |
|  | Francisco Sequeira | —          | Salvo                 | Salvo                 | Salvo                 | Eliminado             | Eliminados (Semana 5) | Eliminados (Semana 5) | Eliminados (Semana 5) | Eliminados (Semana 5) |
|  | Gabriel Silva      | —          | Salvo                 | Salvo                 | Salvo                 | Eliminado             | Eliminados (Semana 5) | Eliminados (Semana 5) | Eliminados (Semana 5) | Eliminados (Semana 5) |
|  | Wesley Semé        | Salvo      | —                     | Salvo                 | Salvo                 | Eliminado             | Eliminados (Semana 5) | Eliminados (Semana 5) | Eliminados (Semana 5) | Eliminados (Semana 5) |
|  | Filipa Maldonado   | —          | Salva                 | Salva                 | Eliminada             | Eliminados (Semana 4) | Eliminados (Semana 4) | Eliminados (Semana 4) | Eliminados (Semana 4) |                       |
|  | Pedro do Vale      | Salvo      | —                     | Salvo                 | Eliminado             | Eliminados (Semana 4) | Eliminados (Semana 4) | Eliminados (Semana 4) | Eliminados (Semana 4) |                       |
|  | Michael Cranmer    | —          | Salvo                 | Salvo                 | Eliminado             | Eliminados (Semana 4) | Eliminados (Semana 4) | Eliminados (Semana 4) | Eliminados (Semana 4) |                       |
|  | Victor Estanga     | —          | Salvo                 | Salvo                 | Eliminado             | Eliminados (Semana 4) | Eliminados (Semana 4) | Eliminados (Semana 4) | Eliminados (Semana 4) |                       |
|  | Caroletta          | —          | Salva                 | Eliminada             | Eliminados (Semana 3) | Eliminados (Semana 3) | Eliminados (Semana 3) | Eliminados (Semana 3) | Eliminados (Semana 3) |                       |
|  | Marisa Oliveira    | Salva      | —                     | Eliminada             | Eliminados (Semana 3) | Eliminados (Semana 3) | Eliminados (Semana 3) | Eliminados (Semana 3) | Eliminados (Semana 3) |                       |
|  | Nuno Esperto       | Salvo      | —                     | Eliminado             | Eliminados (Semana 3) | Eliminados (Semana 3) | Eliminados (Semana 3) | Eliminados (Semana 3) | Eliminados (Semana 3) |                       |
|  | Matheus Paraizo    | Salvo      | —                     | Eliminado             | Eliminados (Semana 3) | Eliminados (Semana 3) | Eliminados (Semana 3) | Eliminados (Semana 3) | Eliminados (Semana 3) |                       |
|  | Diogo Machado      | —          | Eliminado             | Eliminados (Semana 2) | Eliminados (Semana 2) | Eliminados (Semana 2) | Eliminados (Semana 2) | Eliminados (Semana 2) | Eliminados (Semana 2) |                       |
|  | Gerson Santos      | —          | Eliminado             | Eliminados (Semana 2) | Eliminados (Semana 2) | Eliminados (Semana 2) | Eliminados (Semana 2) | Eliminados (Semana 2) | Eliminados (Semana 2) |                       |
|  | Joana Oliveira     | —          | Eliminada             | Eliminados (Semana 2) | Eliminados (Semana 2) | Eliminados (Semana 2) | Eliminados (Semana 2) | Eliminados (Semana 2) | Eliminados (Semana 2) |                       |
|  | João Wilson        | —          | Eliminado             | Eliminados (Semana 2) | Eliminados (Semana 2) | Eliminados (Semana 2) | Eliminados (Semana 2) | Eliminados (Semana 2) | Eliminados (Semana 2) |                       |
|  | Projeto 65         | —          | Eliminados            | Eliminados (Semana 2) | Eliminados (Semana 2) | Eliminados (Semana 2) | Eliminados (Semana 2) | Eliminados (Semana 2) | Eliminados (Semana 2) |                       |
|  | Rita Rice          | —          | Eliminada             | Eliminados (Semana 2) | Eliminados (Semana 2) | Eliminados (Semana 2) | Eliminados (Semana 2) | Eliminados (Semana 2) | Eliminados (Semana 2) |                       |
|  | Serenela Duarte    | —          | Eliminada             | Eliminados (Semana 2) | Eliminados (Semana 2) | Eliminados (Semana 2) | Eliminados (Semana 2) | Eliminados (Semana 2) | Eliminados (Semana 2) |                       |
|  | Sofia Grácio       | —          | Eliminada             | Eliminados (Semana 2) | Eliminados (Semana 2) | Eliminados (Semana 2) | Eliminados (Semana 2) | Eliminados (Semana 2) | Eliminados (Semana 2) |                       |
|  | Vânia Bulbird      | —          | Eliminada             | Eliminados (Semana 2) | Eliminados (Semana 2) | Eliminados (Semana 2) | Eliminados (Semana 2) | Eliminados (Semana 2) | Eliminados (Semana 2) |                       |
|  | Ariana Abreu       | Eliminada  | Eliminados (Semana 1) | Eliminados (Semana 1) | Eliminados (Semana 1) | Eliminados (Semana 1) | Eliminados (Semana 1) | Eliminados (Semana 1) |                       |                       |
|  | Beh Trio           | Eliminadas | Eliminados (Semana 1) | Eliminados (Semana 1) | Eliminados (Semana 1) | Eliminados (Semana 1) | Eliminados (Semana 1) | Eliminados (Semana 1) |                       |                       |
|  | Catarina Clau      | Eliminada  | Eliminados (Semana 1) | Eliminados (Semana 1) | Eliminados (Semana 1) | Eliminados (Semana 1) | Eliminados (Semana 1) | Eliminados (Semana 1) |                       |                       |
|  | Hugo Vasconcelos   | Eliminado  | Eliminados (Semana 1) | Eliminados (Semana 1) | Eliminados (Semana 1) | Eliminados (Semana 1) | Eliminados (Semana 1) | Eliminados (Semana 1) |                       |                       |
|  | Maria Novaes       | Eliminada  | Eliminados (Semana 1) | Eliminados (Semana 1) | Eliminados (Semana 1) | Eliminados (Semana 1) | Eliminados (Semana 1) | Eliminados (Semana 1) |                       |                       |
|  | Mário Nobre        | Eliminado  | Eliminados (Semana 1) | Eliminados (Semana 1) | Eliminados (Semana 1) | Eliminados (Semana 1) | Eliminados (Semana 1) | Eliminados (Semana 1) |                       |                       |
|  | Miguel Dias        | Eliminado  | Eliminados (Semana 1) | Eliminados (Semana 1) | Eliminados (Semana 1) | Eliminados (Semana 1) | Eliminados (Semana 1) | Eliminados (Semana 1) |                       |                       |
|  | Victória Leuca     | Eliminada  | Eliminados (Semana 1) | Eliminados (Semana 1) | Eliminados (Semana 1) | Eliminados (Semana 1) | Eliminados (Semana 1) | Eliminados (Semana 1) |                       |                       |

### Por Equipas
Informação dos concorrentes
| Equipa Diogo Equipa Marisa | Equipa Zambujo Equipa Aurea |

Detalhes dos resultados
| Vencedor/a Segundo Lugar Terceiro Lugar Quarto Lugar Quinto Lugar | Artista recebeu o Wildcard do público e avançou para a final Artista ficou nas últimas posições, mas foi salvo/a pelo público Artista eliminado/a |

|  | Joana Alegre       | Salva      | —          | Salva     | Salva     | Salva     | 3.º Lugar |  |  |  |  |  |  |
|  | Gabriel Silva      | —          | Vencedor   | Salvo     | Salvo     | Eliminado |           |  |  |  |  |  |  |
|  | Pedro do Vale      | Vencedor   | —          | Salvo     | Eliminado |           |           |  |  |  |  |  |  |
|  | Caroletta          | —          | Salva      | Eliminada |           |           |           |  |  |  |  |  |  |
|  | Diogo Machado      | —          | Eliminado  |           |           |           |           |  |  |  |  |  |  |
|  | Joana Oliveira     | —          | Eliminada  |           |           |           |           |  |  |  |  |  |  |
|  | Rita Rice          | —          | Eliminada  |           |           |           |           |  |  |  |  |  |  |
|  | Ariana Abreu       | Eliminada  |            |           |           |           |           |  |  |  |  |  |  |
|  | Miguel Dias        | Eliminado  |            |           |           |           |           |  |  |  |  |  |  |
|  |                    |            |            |           |           |           |           |  |  |  |  |  |  |
|  | Sebastião Oliveira | Vencedor   | —          | Salvo     | Salvo     | Salvo     | 5.º Lugar |  |  |  |  |  |  |
|  | Francisco Sequeira | —          | Salvo      | Salvo     | Salvo     | Eliminado |           |  |  |  |  |  |  |
|  | Filipa Maldonado   | —          | Vencedora  | Salva     | Eliminada |           |           |  |  |  |  |  |  |
|  | Marisa Oliveira    | Salva      | —          | Eliminada |           |           |           |  |  |  |  |  |  |
|  | Gerson Santos      | —          | Eliminado  |           |           |           |           |  |  |  |  |  |  |
|  | Projeto 65         | —          | Eliminados |           |           |           |           |  |  |  |  |  |  |
|  | Catarina Clau      | Eliminada  |            |           |           |           |           |  |  |  |  |  |  |
|  | Hugo Vasconcelos   | Eliminado  |            |           |           |           |           |  |  |  |  |  |  |
|  |                    |            |            |           |           |           |           |  |  |  |  |  |  |
|  | Rita Sanches       | Vencedora  | —          | Salva     | Salva     | Salva     | Vencedora |  |  |  |  |  |  |
|  | Carolina Pinto     | —          | Vencedora  | Salva     | Salva     | Salva     | 4.º Lugar |  |  |  |  |  |  |
|  | Michael Cranmer    | —          | Salvo      | Salvo     | Eliminado |           |           |  |  |  |  |  |  |
|  | Matheus Paraizo    | Salvo      | —          | Eliminado |           |           |           |  |  |  |  |  |  |
|  | Serenela Duarte    | —          | Eliminada  |           |           |           |           |  |  |  |  |  |  |
|  | Sofia Grácio       | —          | Eliminada  |           |           |           |           |  |  |  |  |  |  |
|  | Beh Trio           | Eliminadas |            |           |           |           |           |  |  |  |  |  |  |
|  | Mário Nobre        | Eliminado  |            |           |           |           |           |  |  |  |  |  |  |
|  |                    |            |            |           |           |           |           |  |  |  |  |  |  |
|  | Gabriel de Rose    | —          | Vencedor   | Salvo     | Salvo     | Salvo     | 2.º Lugar |  |  |  |  |  |  |
|  | Wesley Semé        | Vencedor   | —          | Salvo     | Salvo     | Eliminado |           |  |  |  |  |  |  |
|  | Victor Estanga     | —          | Salvo      | Salvo     | Eliminado |           |           |  |  |  |  |  |  |
|  | Nuno Esperto       | Salvo      | —          | Eliminado |           |           |           |  |  |  |  |  |  |
|  | João Wilson        | —          | Eliminado  |           |           |           |           |  |  |  |  |  |  |
|  | Vânia Bulbird      | —          | Eliminada  |           |           |           |           |  |  |  |  |  |  |
|  | Maria Novaes       | Eliminada  |            |           |           |           |           |  |  |  |  |  |  |
|  | Victória Leuca     | Eliminada  |            |           |           |           |           |  |  |  |  |  |  |

## Concorrentes que apareceram em outros programas ou edições
- Wesley Semé foi finalista do The Voice: la plus belle voix 2014, terminando a competição em 4.º Lugar.
- Joana Oliveira foi concorrente na 1ª temporada do Pequenos Gigantes, juntamente com a atriz Sofia Ribeiro, cuja equipa era Os Imprevisíveis e terminou em 4.º Lugar.
- O vocalista dos Projeto 65, Martim Gavina, foi concorrente na 3.ª edição do Uma Canção para Ti.
- Sofia Grácio participou no Ídolos 2009.
- Matheus Paraizo participou no Uma Canção para Ti e na 2.ª edição do Factor X, onde chegou à fase de Galas.
- Catarina Clau participou no Família Superstar sob o nome de Catarina Pereira, em conjunto com o primo, onde ficou em 7.º Lugar.
- Pedro do Vale foi concorrente no Ídolos 2012, onde inclusivamente concorreu numa das fases em grupo com o mentor Diogo Piçarra. Chegou à Fase do Piano.
- Carolina Cardetas fez parte da Equipa Daniela no The Voice Kids, onde chegou à fase de Batalhas. Participou também no Uma Canção para Ti e no A Tua Cara Não Me É Estranha: Kids.
- Gerson Santos ficou em 10.º lugar no Ídolos 2010.
- Ariana Abreu fez parte da Equipa Raquel no The Voice Kids, onde chegou à fase de Batalhas.
- Marta Costa & Fábio Costa, participaram, assim como Débora D'Oliveira, a solo no Just Duet - O Dueto Perfeito; esta última chegou às galas em direto.
- Raquel Pompílio participou no Ídolos 2009, tendo sido eliminada na Fase do Teatro.
- Vera Varatojo participou no Ídolos 2009. A sua audição tornou-se viral em Portugal por ter tocado kazoo, o que nunca tinha acontecido no programa.
- Michel William foi concorrente do Got Talent Portugal 2018.